# Egira acronyctoides
Egira acronyctoides är en fjärilsart som beskrevs av Alfred Ernest Wileman 1914. Egira acronyctoides ingår i släktet Egira och familjen nattflyn. Inga underarter finns listade i Catalogue of Life.